# Kristen (film)
Kristen is een Nederlandse psychologische horrorfilm van regisseur Mark Weistra en beleefde zijn wereldpremière tijdens het Nederlands Film Festival in 2015.
De titelrol wordt gespeeld door Terence Schreurs.

## Verhaal
Kristen is in haar eentje in het donker. Een man belt of ze naar buiten wil komen, ze kan niemand bereiken om haar te helpen.

## Rolverdeling
Terence Schreurs – Kristen